# Xyris unistriata
Xyris unistriata är en gräsväxtart som beskrevs av Gustaf Oskar Andersson Malme. Xyris unistriata ingår i släktet Xyris och familjen Xyridaceae. Inga underarter finns listade i Catalogue of Life.